# راینر هوفت
راینر هوفت (انگلیسی: Rainer Höft؛ زادهٔ ۳ آوریل ۱۹۵۶) بازیکن هندبال اهل آلمان بود.